# Sport au Liban

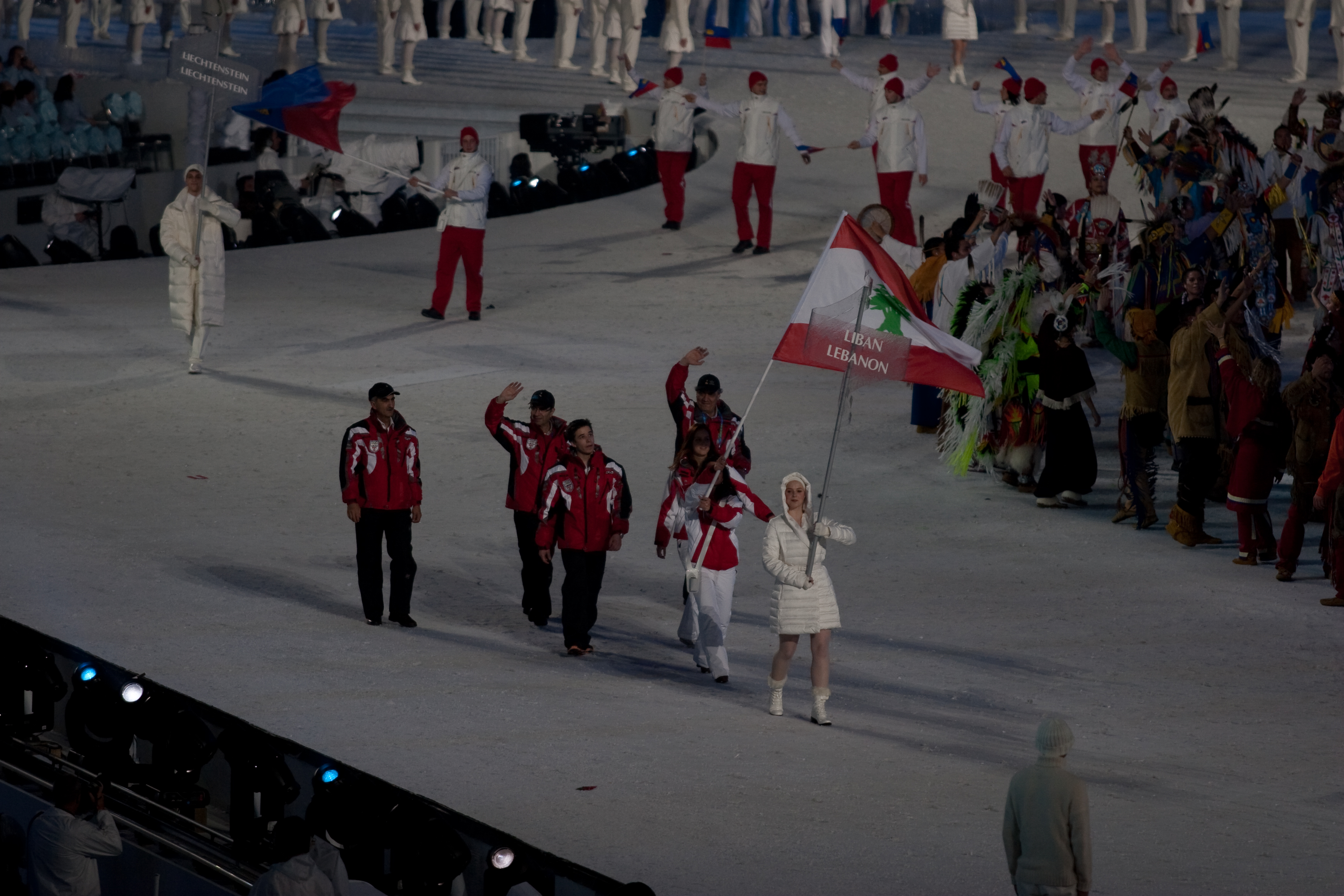
Le Liban aux Jeux olympiques d'hiver de 2010

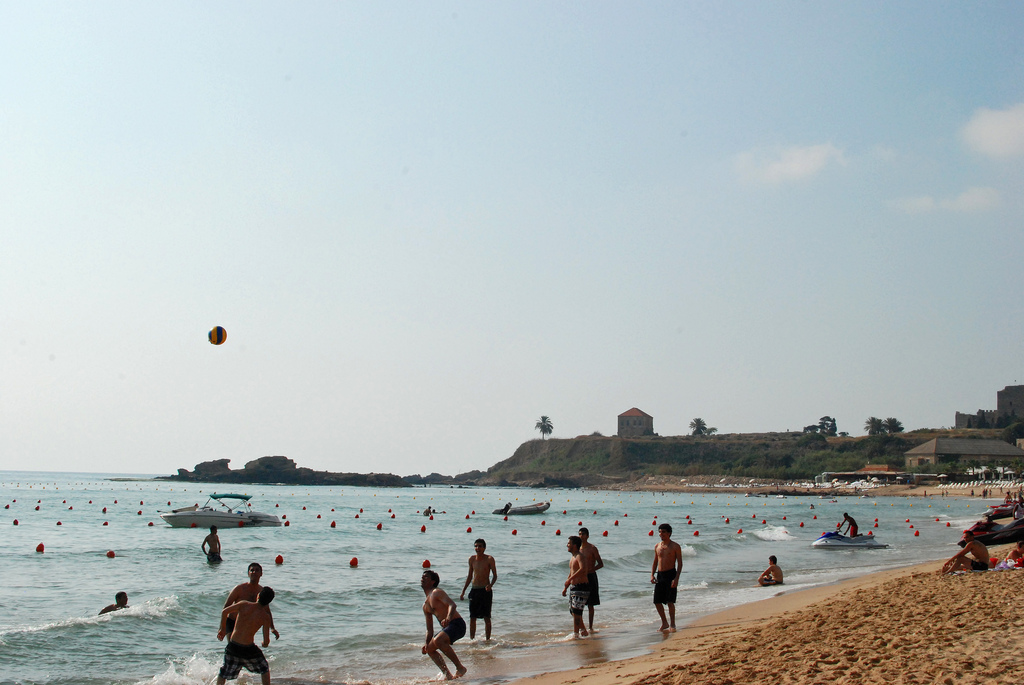
Beach-volley à Byblos

Grâce à la géographie unique du Liban, les sports d'été ainsi que les sports d'hiver prospèrent dans le pays.  En fait, en automne et au printemps il est parfois possible de pratiquer les deux activités à la fois dans une même journée; par exemple skier le matin et nager en mer l'après-midi,.
En 1959, Beyrouth a accueilli les troisième Jeux méditerranéens. Le Liban a reçu la Coupe d'Asie des nations en 2000  et les  Jeux panarabes en 1957 puis de nouveau en 1997. En décembre 2011, le Liban a reçu l'autorisation d'organiser les 13e Jeux panarabes de 2015. Et bien qu'il fût envisagé d'organiser les Jeux asiatiques d'hiver au Liban en 2009, ces derniers n'ont finalement pas eu lieu. Cependant, le pays a reçu les Jeux de la Francophonie la même année.

## Sports automobile

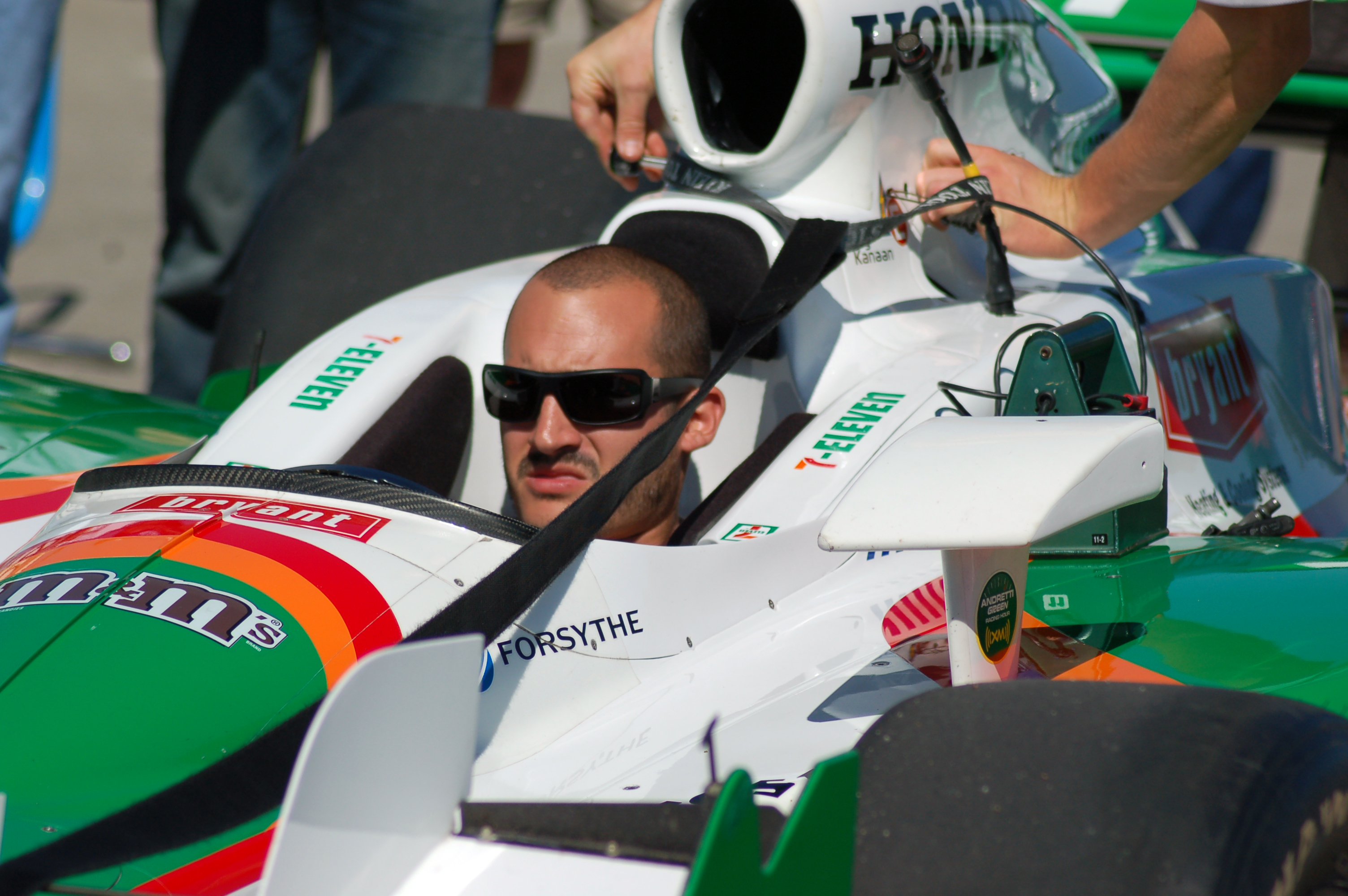
Tony Kanaan,le pilote automobile libano-brésilien.

### Rallye
Le Rallye du Liban, organisé par l'Automobile et Touring Club du Liban (ATCL), est un sport populaire au Liban depuis la fin des années 1960. C'est le seul rallye sur piste du Championnat du Moyen-Orient des rallyes.

### Grand Prix automobile
En 2001, Solidere (Société libanaise pour le développement et la reconstruction) a dévoilé qu'elle prévoyait de construire un circuit automobile dans le Centre-ville de Beyrouth dans le but d'organiser les courses de Formule 1 au Liban. Le projet étant de faire du circuit de Formule 1 de Beyrouth le seul Grand Prix urbain à l'exception de Monaco. Le projet ne s'est jamais concrétisé. Cependant, le Liban est entré dans le monde  du sport automobile international en 2004 avec la formation de l'équipe libanaise pour le championnat A1 Grand Prix incluant le pilote Basil Shaaban, faisant du Liban le premier pays proche-oriental à participer à la Coupe du monde du sport automobile.

## Athlétisme

### Jogging
Le  Jogging est un sport populaire, et plus particulièrement dans la capitale le long de la  Corniche de Beyrouth, dans le Bois des Pins et dans le Shoreline Walk, promenade piétonne reliant les grandes places du  Centre-ville de Beyrouth. Le jogging est également pratiqué en dehors de Beyrouth comme à La Marina Joseph Khoury à  Dbaiyeh, et le long des corniches de Tripoli, de Tyr et de Sidon.

### Marathons
Le Marathon international de Beyrouth est un évènement international annuel depuis 2003. Il se tient chaque automne et rassemble les meilleurs coureurs du Liban et d'ailleurs. Des courses plus courtes sont également organisées pour les jeunes et pour les compétiteurs moins sérieux.  Le jour de course est présenté comme un évènement amusant, familial, et y participer en étant déguisé ou vêtu de vêtements excentriques est devenu pour beaucoup une tradition.

## Culturisme
Le culturisme est un sport très pratiqué au Liban. Des culturistes comme George Farah, Samir Bannout et Mohammad Bannout ont remporté des compétitions internationales. Edward Michel Kaouk fut un autre culturiste libanais qui a remporté le Championnat des pays Arabes et du Moyen-Orient en 1979, le Championnat de Culturisme Amateur de Paris en 1980, et le Championnat du Monde de Culturisme Amateur  la même année. Malih Alaywan, ancien vice-président de l'IFBB (Association Internationale de Body-Building et Fitness) pour le Moyen-Orient, fut attribué le mérite de soutenir le culturisme au Liban et dans le monde arabe.

## Sports de combat

### Lutte gréco-romaine
Khalil Taha a gagné la médaille de bronze de lutte gréco-romaine aux Jeux olympiques d'été de 1952 à Helsinki, et Zakaria Chihab remporta la médaille d'argent. En 1980, Hassan Bechara remporta la médaille de bronze aux Jeux olympiques d'été de 1980 à Moscou.

### Arts martiaux
Les Arts martiaux sont également des sports de combat très populaires au Liban.

## Sports équestres
L'Hippodrome du Parc de Beyrouth, une piste de course de chevaux construite en 1885, est de nouveau opérationnel et regagne sa popularité d'origine après des années d'oubli durant la guerre. De plus, des clubs privés ont été établis au Liban, tel que le Club Hippique Libanais (CHL).

## Sports de montagne
La randonnée pédestre, le trekking et le VTT sont des sports populaires en été lorsque les téléskis peuvent permettre d'avoir accès aux meilleurs parcours du Liban, avec des vues panoramiques qui s'étendent de Chypre à l'ouest jusqu'à la Syrie à l'est.  Le Lebanon Mountain Trail (LMT) est le premier long parcours de randonnée balisé du Liban. Il s'étend sur 440 km et traverse 75 villages. Il commence au nord du Liban et traverse le sommet du Mont Liban, pour finir au sud du pays.
Le Baskinta Literary Trail (chemin littéraire de Baskinta) de 24 km de long, offre quant à lui aux randonneurs l'opportunité de découvrir 22 points de repères littéraires reliés à plusieurs personnalités littéraires libanaises reconnues. 
Parmi les sports pratiqués au Mont Liban, on trouve également le Cross-country, l'Escalade, et la Spéléologie.

### Lieux de randonnée et de VTT
- Baskinta Literary Trail
- Les Cèdres de Jaj

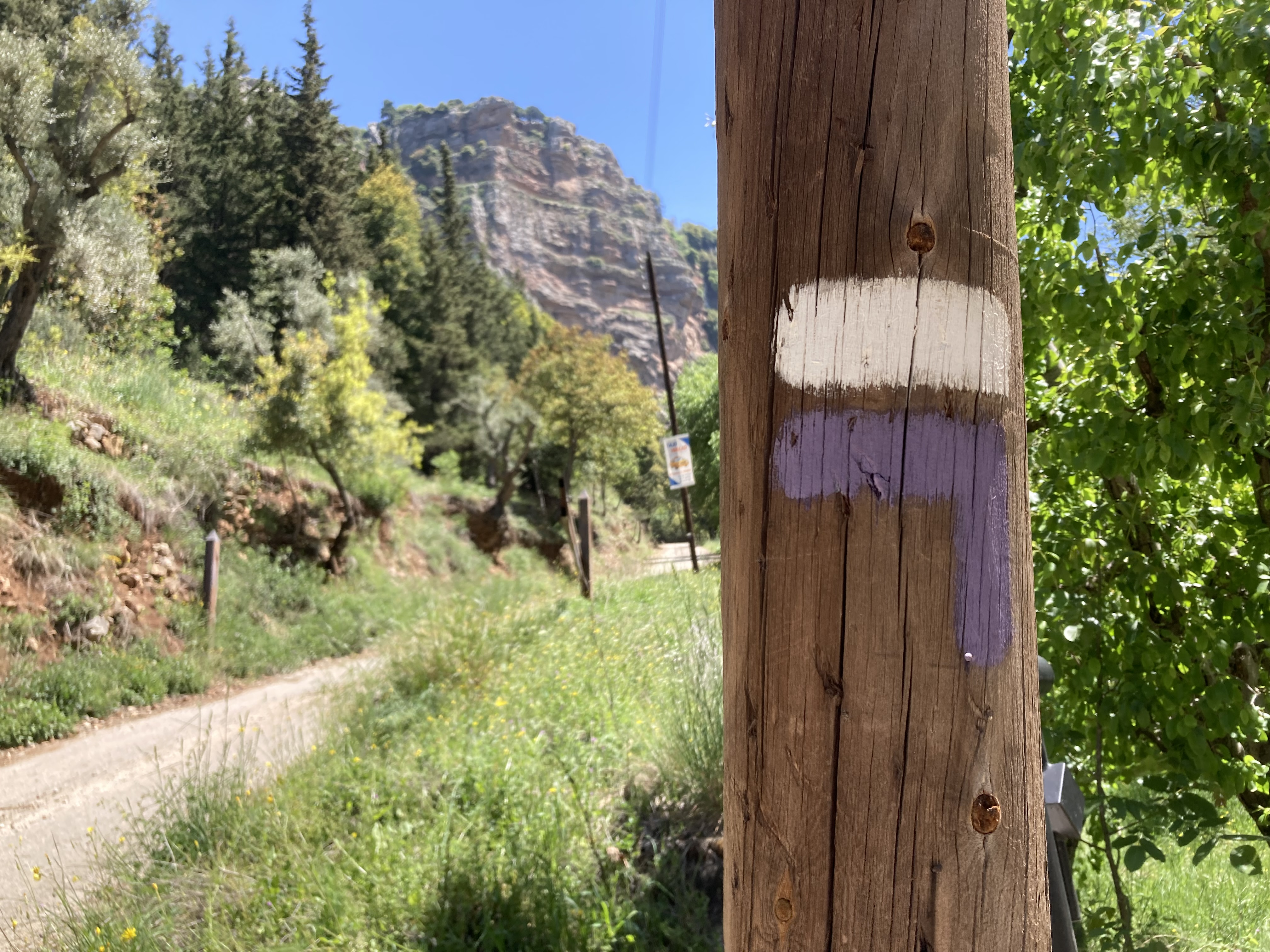
Balisage LMT dans la vallée de Qadisha.

- Randonnée de la Réserve naturelle du Chouf
- Mzaar Kfardebian
- Réserve naturelle de Horsh Ehden
- Lebanon Mountain Trail
- La vallée de Qadisha
- La réserve naturelle de Tannourine

## Sports de raquette

### Tennis
D'après le conte français du XIIIe siècle L'Histoire d'Apollonius de Tyr, le roi phénicien et philosophe stoïcien Apollonios de Tyr était le plus ancien joueur de tennis et  champion enregistré (bien que fictif). En réalité, le tennis n'arriva pas au Liban avant 1889 lorsqu'il fut introduit pour la première fois dans le village de Broummana. Ainab était aussi l'un des premiers villages du Liban à avoir un court de tennis, qui fut construit par cinq professeurs de l'Université américaine de Beyrouth au début du XXe siècle. Le  tournoi annuel de tennis, qui était un évènement international avant la guerre mais qui est davantage national aujourd'hui, se tient en Août à l'Université de Broummana,.

## Sports collectifs

### Football
Le Football est le sport le plus populaire au Liban. En football, la principale association au Liban est la Fédération libanaise de football.
Le Liban n'est jamais parvenu à la Coupe du monde de football (FIFA), et ne remporta pas de trophée. L'équipe nationale, qui participe également au  Championnat d'Asie de l'Ouest de football, a atteint le premier tour des matches de qualification pour la Coupe du monde de football 2010 en éliminant l'Inde, avec un score de 6-3, mais échoua pour se qualifier. En 2011, le Liban, entraîné par l'allemand Theo Bücker, a vaincu l'UAE 3 à 1, a fait ex æquo avec le Koweït à Beyrouth, mais a battu ces derniers 1 à 0 à Koweït. Ensuite, l'équipe a remporté le match contre la Corée du Sud à Beyrouth, ce qui rapprocha le Liban d'un point du système de qualification de la Coupe du Monde,  mais qui plus tard ne réussit pas à se qualifier. Durant la phase de qualification de la Coupe d'Asie des nations de football 2015, le Liban a presque choqué les joueurs de football asiatiques en totalisant 8 points, comme la Chine, mais il a manqué sa qualification en raison de la différence de buts. Depuis ce moment, les Libanais considèrent que c'est leur toute première « génération dorée » du football libanais, comme ce fut le cas pour la Belgique. Actuellement[Quand ?], la Fédération libanaise de football se réforme afin de créer un avenir pour le football libanais, et invite de nombreux Libanais en dehors du pays à venir jouer dans l'équipe nationale. Abdelghany Ramadan est un de ces joueurs qui a récemment [Quand ?] accepté de rejoindre l'équipe nationale.
La première division du championnat professionnel de football au Liban est le Championnat du Liban de football. Douze équipes sont en compétition. Les principaux clubs de football du Liban sont  les clubs de Beyrouth Al Nejmeh et Al-Ansar. La deuxième division du pays est la Lebanese Second Division. Les compétitions comprennent la Coupe de l'Elite du Liban, la Coupe du Liban de football, la Supercoupe du Liban de football et la Coupe de la Fédération du Liban.
Le Liban dispose également de très nombreux footballeurs et entraîneurs en dehors du pays. Le légendaire entraîneur brésilien Mário Zagallo qui a rapporté au Brésil le trophée de la Coupe du monde de football de 1970 est à moitié libanais. De très nombreux footballeurs ont également joué pour d'autres pays tels que Pierre Issa pour  l'Afrique du Sud, Faryd Mondragón pour la Colombie, Ahmad Elrich pour l'Australie ou dernièrement Miguel Sabah et Miguel Layún pour le Mexique qui ont tous deux des origines libanaises.

### Basket-ball
Le Basket-ball est l'un des sports les plus populaires au Liban. En basket-ball, la principale association est la Fédération libanaise de basket-ball, elle est membre de la FIBA Asie. Le basket-ball fut joué au Liban pour la première fois au milieu des années 1920. L'Équipe du Liban masculine de basket-ball s'est qualifiée trois fois consécutives à la Coupe du monde de basket-ball FIBA : en 2002, en 2006 et en 2010. Elle est classée 24e du classement international établi par la FIBA, et l'équipe nationale féminine 61e. Le Liban possède sa propre ligue de basket-ball : le Championnat du Liban de basket-ball masculin et féminin, en plus de la Coupe du Liban de Basket-ball. Les clubs libanais de basket-ball les plus performants sont le Riyadi Club Beyrouth et le Club sportif La Sagesse pour les hommes et l'Antranik SC pour les femmes.
Figurent parmi les basketteurs célèbres :
- du Liban : Fady El Khatib et Elie Mechantaf ;
- de la diaspora libanaise : Rony Seikaly, Brian Beshara et Matt Freije ;
- des joueurs américains naturalisés libanais : Joseph Vogel et Jackson Vroman.

### Futsal
Les Libanais jouent au  mini-foot, très similaire voire identique au futsal. L'équipe nationale du Liban de Futsal représente le Liban lors des compétitions internationales de futsal et est dirigée par la Commission de Futsal de la Fédération du Liban de football. Elle fait partie des équipes d'Asie en ascension. En Décembre 2007, l'équipe libanaise s'est classée 34e au Classement Mondial des Nations Futsal (Futsal World Ranking), la sixième équipe asiatique la mieux classée cette année-là. En 2010 le Liban s'est classé 41e puis 48e en 2011.

### Rugby à XIII
Le Rugby à XIII est un sport populaire au Liban. La Fédération Libanaise de Rugby à XIII siège au Liban à Safra. Ils sont membres associés de la Rugby League European Federation et membres à part entière de la International Rugby League . L'Équipe du Liban de rugby à XIII s'est qualifiée et a participé à la Coupe du monde de rugby à XIII 2000. Elle a failli se qualifier pour celle de 2008 mais a été battue de peu par le Samoa lors de son dernier match. En 2011, le Liban a de nouveau failli se qualifier pour  la Coupe du monde de rugby à XIII 2013 mais a perdu contre l'Italie qui sera le 14e et dernier pays à se qualifier pour cet évènement  Le Championnat Bank Of Beirut est la plus grande compétition nationale de Rugby à XIII au Liban, et 5 clubs le composent (Tripoli City RLFC, LAU Immortals RLFC,  Jounieh RLFC, Wolves RLFC, et Redbacks RLFC). La deuxième division, connue sous le nom de Shield Championship, se compose essentiellement d'équipes qui représentent les universités libanaises. Le rugby à XIII est particulièrement populaire dans les écoles libanaises. Des championnats scolaires régionaux  se tiennent dans les régions de Tripoli et de Beyrouth ainsi qu'un championnat scolaire national disputé par les catégories d'âges U14 (12/13 ans) et U16 (14/15 ans) Le Liban envoie également des écoles participer à des tournois scolaires  internationaux régionaux, et a accueilli des équipes junior internationales  venant de toute la région du  Moyen-Orient/Afrique du Nord.

### Rugby à XV
Le Rugby à XV au Liban remonte à la période coloniale française.

### Touch rugby
Le Touch rugby est un sport populaire au Liban. En 1998, la communauté d'australiens d'origine libanaise  a fondé la Lebanon Touch Football Association.  Depuis les débuts du Liban à l'international en 1999, il s'est qualifié pour la Coupe du Monde en Australie où la catégorie Hommes +30 a remporté la médaille d'argent, la catégorie Mixte Open (sans limite d'âge) a gagné la médaille de bronze, et la catégorie Hommes Open est arrivée 5e. Lors de la Coupe du Monde Junior de 2001 en Nouvelle-Zélande l'équipe libanaise Hommes de moins de 18 ans a fini 4e et celle des moins de 20 ans est arrivée 6e. Lors de la Coupe du Monde Junior de 2005 en Australie, l'équipe Hommes de moins de 20 ans a vaincu l'Afrique du Sud remportant ainsi la médaille de bronze. Lors de la Coupe du Monde de 2007 en Afrique du Sud, l'équipe Hommes Open a vaincu le Japon et a remporté la médaille de bronze. Le Liban est actuellement classé troisième au monde derrière l'Australie et la Nouvelle-Zélande.

### Volley-ball
Le Volley-ball connaît une certaine popularité au Liban où il existe une ligue de volley-ball amateur Ce sport collectif fut introduit au Liban par le biais des écoles étrangères après la Première Guerre mondiale en 1918. Dans les années 1920, il se répand rapidement dans certaines écoles, à savoir le Sacré-Cœur, Al Makassed et La Sagesse, ainsi que dans certaines universités telles que l'Université Saint-Joseph de Beyrouth (USJ) et l'Université américaine de Beyrouth (AUB). En 1973, le gouvernement libanais signe un traité de coopération sportive avec l'URSS pour que des entraîneurs soviétiques entraînent l'équipe nationale libanaise de Volley-ball Le Liban a participé à plusieurs évènements internationaux de volley-ball. En 1952, Israël a vaincu le Liban 3 à 0 puis a perdu contre le Liban 3 à 2 lors du Championnat du monde de Volley-ball à Moscou. Le Beach-volley se pratique également au Liban.

## Sports nautiques
La natation, le ski nautique, le nautisme, le nautisme à la voile, la plongée sous-marine, et la planche à voile sont tous pratiqués le long de la côte méditerranéenne du Liban, et plus particulièrement entre Beyrouth et Tripoli.

### Plongée
La plongée est un sport populaire au Liban où il y a d'intéressantes épaves à explorer.  En plus d'avoir des eaux inexplorées sur 300 kilomètres de littoral, les températures de l'air sont supérieures à 21 °C de Mai à Octobre. Le Liban a ainsi beaucoup à offrir aux plongeurs qui s'y rendent.

### Ski nautique
Un championnat international de ski nautique était organisé au Golfe de Saint-Georges à Beyrouth à partir de 1955, cependant l'évènement fut abandonné avec le début de la guerre.
- La pêche
- La motomarine
- Le nautisme à voile
- Le snorkeling (randonnée aquatique)
- La planche à voile

## Haltérophilie
Depuis le milieu du XXe siècle, l'haltérophilie est l'une des plus grandes réussites de l'histoire des athlètes libanais qui ont participé à de nombreuses compétitions internationales. Mohamed Tarabulsi a remporté la médaille d'argent aux Jeux olympiques d'été de 1972 à Munich, en plus de plusieurs médailles d'or aux championnats continentaux et régionaux. Il est considéré comme l'un des athlètes les plus admirés du Liban.

## Sports d'hiver

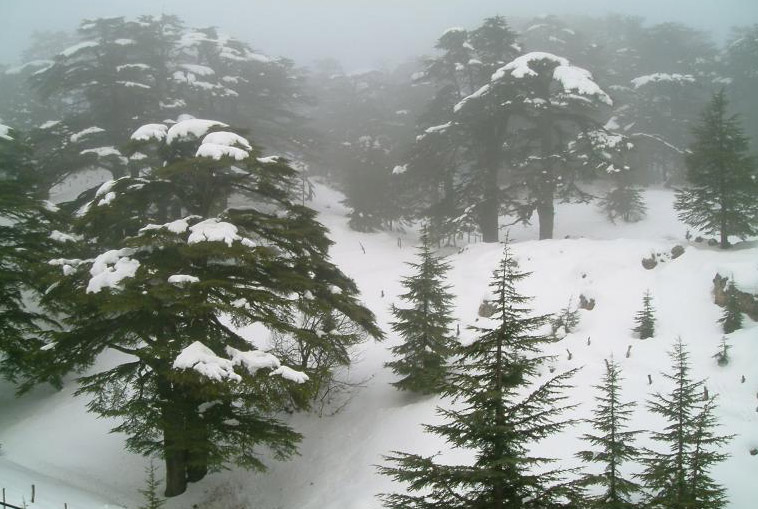
La station de ski des Cèdres (Cedars).

Le Liban compte six stations de ski, avec des pistes adaptées aux skieurs et aux snowboardeurs de tous les âges et pour tous les niveaux d'expérience. En hors-piste, il y a beaucoup d'opportunités de faire du Ski de fond, de la raquette à neige, et de la motoneige.

### Ski
Ski au Liban (en)